# Newton Grove
Newton Grove és una població dels Estats Units a l'estat de Carolina del Nord. Segons el cens del 2000 tenia 606 habitants.

## Demografia
Segons el cens del 2000, Newton Grove tenia 606 habitants, 223 habitatges i 152 famílies. La densitat de població era de 76,2 habitants per km².
Dels 223 habitatges en un 26% hi vivien nens de menys de 18 anys, en un 54,3% hi vivien parelles casades, en un 11,2% dones solteres, i en un 31,8% no eren unitats familiars. En el 30% dels habitatges hi vivien persones soles el 14,3% de les quals corresponia a persones de 65 anys o més que vivien soles. El nombre mitjà de persones vivint en cada habitatge era de 2,55 i el nombre mitjà de persones que vivien en cada família era de 3,15.
Per edats la població es repartia de la següent manera: un 20,6% tenia menys de 18 anys, un 9,6% entre 18 i 24, un 25,4% entre 25 i 44, un 21,8% de 45 a 60 i un 22,6% 65 anys o més.
L'edat mediana era de 42 anys. Per cada 100 dones de 18 o més anys hi havia 82,9 homes.
La renda mediana per habitatge era de 35.000 $ i la renda mediana per família de 51.250 $. Els homes tenien una renda mediana de 31.667 $ mentre que les dones 37.750 $. La renda per capita de la població era de 19.295 $. Entorn del 7% de les famílies i l'11,1% de la població estaven per davall del llindar de pobresa.

## Poblacions més properes
El següent diagrama mostra les poblacions més properes.